# Bernardino Valle Chinestra
Bernardino Valle Chinestra (Villamayor de Gállego, Zaragoza, 21 de mayo de 1849 - Las Palmas de Gran Canaria, 2 de marzo de 1928) fue un compositor y director de orquesta español.

## Vida
Chinestra recibió su primer educación musical con los Infanticos del Pilar, pasando posteriormente a estudiar en el conservatorio de Madrid, donde trabajó como violinista en el Teatro Real. Allí fue discípulo de Arrieta y compañero de estudios de Ruperto Chapí y Tomás Bretón, con los que mantuvo posteriormente una buena amistad y que prestarían sus obras en Madrid.
En 1878, tras la muerte del titular, Manuel Rodríguez Molina, y con ayuda del maestro Arrieta, se traslada las Palmas Gran Canaria, junto con su esposa Joaquina Gracia y sus dos primeras hijas. Allí daría clases en el conservatorio y tomó la dirección de la Orquesta Filarmónica. Con la Orquesta, toco en numerosas ocasiones en las solemnidades religiosas en la Catedral de las Palmas. Además acompañaba al piano a todos los artistas que recalaban en la isla.
Además de con Chapí y Bretón, Valle trabó amistad con Camilo Saint Saëns, que pasaba sus vacaciones en las islas Canarias. De esta forma se mantuvo al tanto de las novedades que se estaban produciendo en el resto de Europa. Se integró muy bien en la vida social isleña, animando musicalmente muchas fiestas, llegando a ser nombrado hijo adoptivo de la ciudad. Por su importancia en la difusión y enseñanza de la música en Canarias, se el concedió la medalla del Mérito al Trabajo.

## Obra
Entre sus obras destacan su Serenata Española y su Poema Sinfónico del Descubrimiento de América, premiado en Madrid en 1892. Además, se pueden mencionar Suite Sinfónica Canaria, Cantos Escolares y Misa Pastorela.
Su obra se conserva en el Archivo Musical del Museo Canario de Las Palmas.

### Himno a Aragón
La obra Himno a Aragón está firmada en Barcelona, en septiembre de 1908, y fue estrenada por el Orfeón Zaragozano para la Exposición Hispano-Francesa de 1908. El Himno tiene como letra un poema de Manuel Lassa y Nuño. La obra fue dedicada al diputado por Zaragoza Segismundo Moret, que fue uno de los promotores de la Exposición. Tras su estreno, la obra cayó en el olvido durante 100 años, creyéndose incluso perdida.
El texto de Lasa es grandilocuente y tópico, hijo de su época, pero muy aragonés:

Salve, salve, viril patria mía!;

pueblo altivo, glorioso Aragón.

[...]

Eres grande, inmortal, por tus hechos;

las naciones lograste rendir;

tierra y mar para ti eran estrechos;

tierra y mar se humillaron a ti.

[...]

Jamás se vio empañado el brillo de tus glorias;

tu santa independencia jamás nadie humilló;

que fuertes cual piedra de tu Pilar bendito

defienden tus hogares las garras de un león.

[...]

¡Salve, salve, viril patria mía!

pueblo altivo, glorioso Aragón.
Manuel Lassa y Nuño

El Cabildo de Gran Canaria, con ocasión de la Expo 2008, organizó un concierto del Himno a Aragón en Zaragoza. Para la ocasión viajaron a Zaragoza el Coro y la Orquesta Filarmónica de Gran Canaria y su director, Pedro Halffter. Con la entrada, que era gratuita, se entregó un CD con una grabación realizada por la Orquesta el 23 de junio de 2008.Sólo se ha podido encontrar una versión para coro y piano, a pesar de que inicialmente había sido escrita para orquesta, órgano y coro, de forma que, para su representación, Peter Hope tuvo que realizar un nuevo arreglo para orquesta. Pedro Halffter caracteriza la música de la siguiente manera: «Es una pieza de unos ocho minutos de duración, que musicalmente combina partes de tono heroico y partes más intimistas, con una orquestación brillante, y orientada de principio a fin a resaltar los valores heroicos de Zaragoza».